# Револьвер Галана

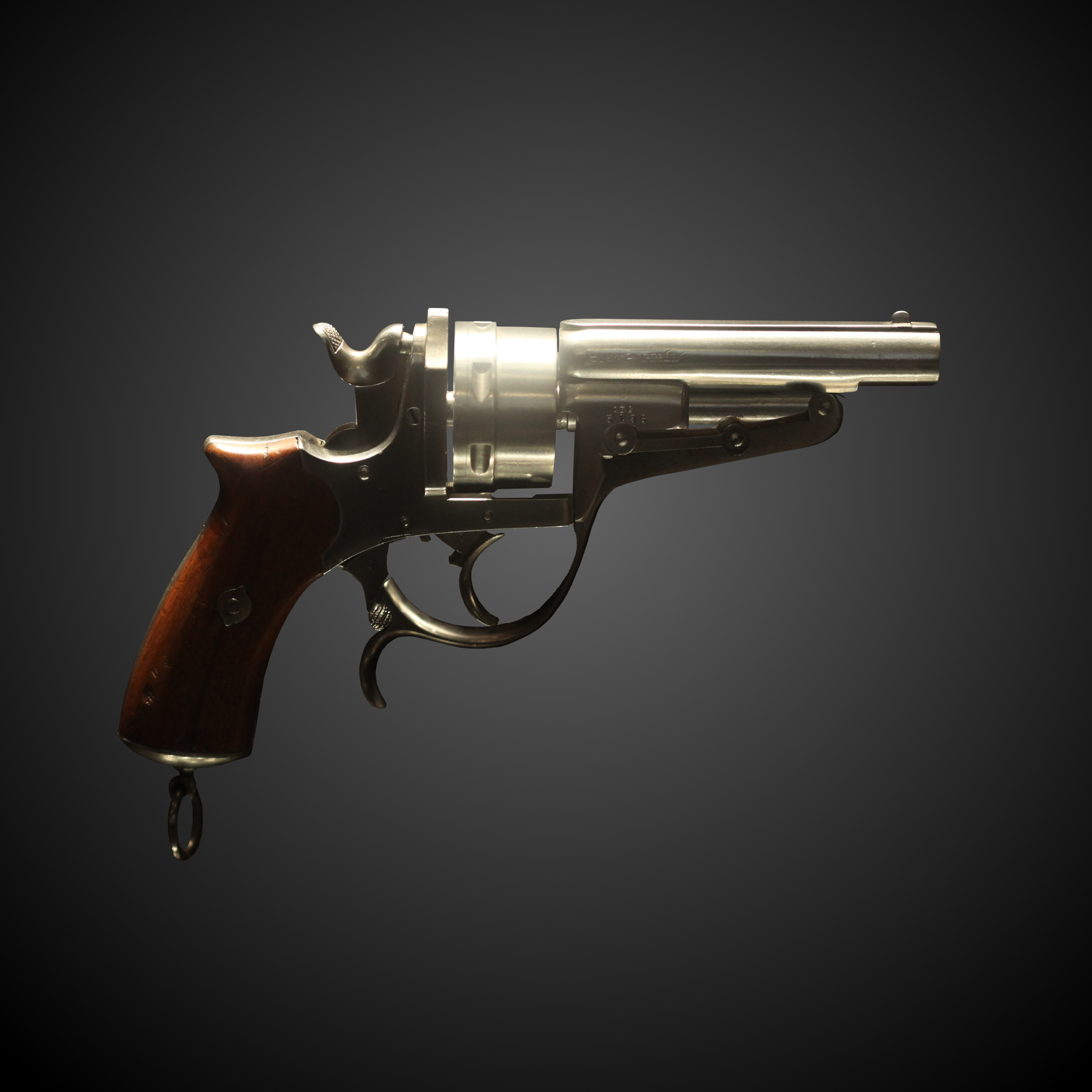
Револьвер Галана (1868)

Револьвер Галана (Galand Revolver) — французский револьвер, разработанный оружейником Шарлем-Франсуа Галаном. В России имел официальное название «4½-линейный револьвер Галяна» и состоял на вооружении флота. Калибр 12 мм, ёмкость барабана 6 патронов.

### Конструкция

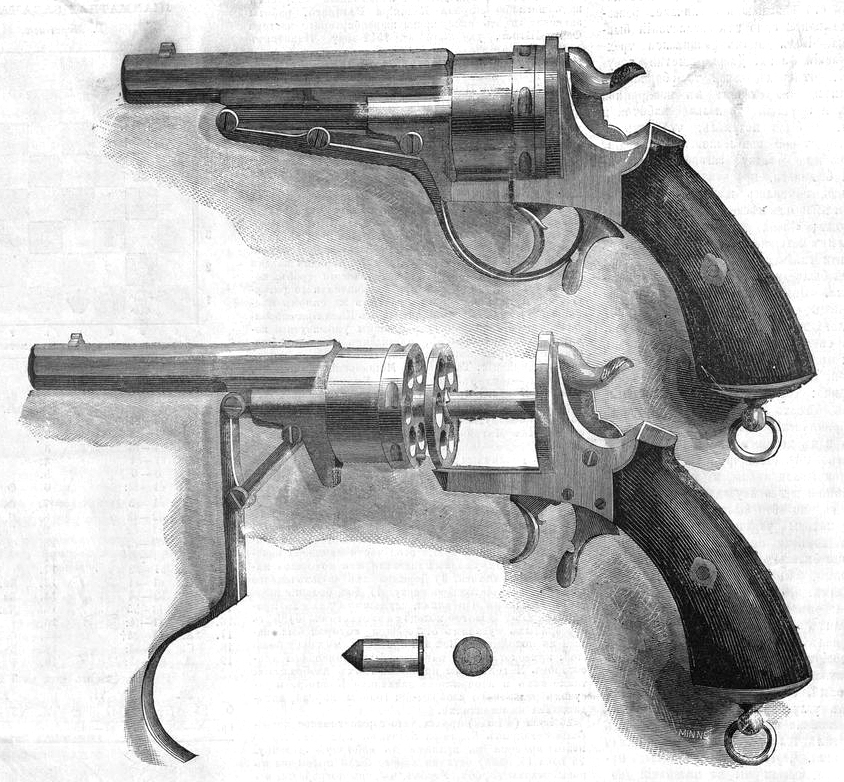

Револьвер имел достаточно сложную, но надежную конструкцию с несколькими шарнирами. При перезаряжании с помощью системы рычагов часть рамки, ствол и барабан выдвигались вперед на штоке, проходящем через ось барабана, экстрагируя гильзы. Рамка револьвера — открытая сверху. Защелкой, запирающей всю систему в боевом положении, служила спусковая скоба. Спусковая скоба чаще всего имеет «шпору» для размещения пальца, а рукоятка — кольцо для ремешка. 
Револьверы Галана изготавливались под унитарные патроны Перрин (Galand Perrin), которые в конце XIX века начали вытеснять ранее популярные шпилечные боеприпасы. Для военных револьверов использовались патроны калибра 12 мм, для гражданских коммерческих моделей — калибра 9 мм и 7 мм. 
С 1868 года по 1872 Галан неоднократно проводил модернизацию своих револьверов. 
В зависимости от особенности конструкции и калибра применяемых боеприпасов выделяют несколько основных разновидностей револьвера Галан: револьвер образца 1868—1872 года, карманный револьвер (уменьшенного размера), еще меньший «Бэби» (Galand «Baby»), Галан «Спортсмен» (Galand Sportsman) со стволом длиной до 203 мм и откидным плечевым упором.

### Производство
Револьвер производился на нескольких заводах. Под наименованиями "Галлан-Перрин" (производитель "Louis Perrin, & Cie Bté", Париж) и "Галан-Соммервиль" ("Braendlin, Sommerville & Company", Бирмингем) он начал производиться по лицензии с адаптацией каждым заводом под определенный тип патронов центрального воспламенения. В октябре 1868 г. было начато также производство в Льеже. Здесь револьвер производился сразу на нескольких фабриках (в т.ч. на "Льежской мануфактуре огнестрельного оружия" и фабрике братьев Наган). Бельгийские револьверы пользовались наибольшей популярностью на рынке.

## Использование в Российском императорском флоте
В 1869 г. на револьвер данной конструкции впервые обратили внимание чины, ответственные за вооружение Российского императорского флота. В 1870 году в страну была доставлена первая партия револьверов, в конструкцию которых специально для заказчика был внесен ряд изменений. Позже партии револьверов для флота заказывались на многих бельгийских оружейных фабриках.
По указанию Великого князя Константина Николаевича образцы револьверов были направлены в Тулу мастеру Н.И. Гольтякову для изготовления отечественного варианта револьвера Галана. К концу 1873 г. мастер смог поставить на испытания качественные образцы, но заказ на поставку 5000 револьверов получил только в 1876 г.
После непродолжительного срока револьвер Галана во флоте с 1874 г. начали заменять на револьверы системы Смита и Вессона.

## «Галан» в искусстве
- В фильме «Хороший, плохой, злой», в эпизоде в оружейной лавке, «Злой» Туко вертит в руках револьвер Галана, что является явным анахронизмом (действие фильма происходит за несколько лет до появления этой конструкции).

## Известные личности, связанные с револьвером Галана
Револьвер "Галан-Соммервиль" был подарен в 1869 г. Дж. А. Кастеру (командующему 7-м кавалерийским полком США) и его брату Тому.